# 福山かおり
福山 かおり（ふくやま かおり、1980年2月2日 - ）は、鹿児島県出身の元サッカー選手、サッカー指導者。
現アンジュヴィオレ広島コーチ。

## 来歴
神村学園高等部、武蔵丘短期大学出身。
武蔵丘短大卒業後、大原学園JaSRA女子SC（現AC長野パルセイロ・レディース）に所属した。現役時代はセンターバックであり、山木里恵・井上稚子・津波古友美子らとプレーした。チームのLリーグ（現在のなでしこリーグ）昇格に貢献し、Lリーグ1部でもプレー経験がある。2004年シーズン終了後引退。
指導者としては中京大学女子サッカー部でコーチを始める。
2013年、大原学園総監督だった森下聖二が監督を務めていたアンジュヴィオレ広島にコーチとして加入する。2014年、森下が一身上の都合によりにより監督を退任、後任が見つからなかったため監督代行に就任した。この2014年シーズン、アンジュヴィオレ広島は初めてチャレンジリーグ（2部リーグ）に参加したが10位で終え残留を果たしている。翌2015年、奥村優之GMが監督を兼務することになり、コーチに復帰した。

## 個人成績
| 国内大会個人成績 | 国内大会個人成績 | 国内大会個人成績 | 国内大会個人成績 | 国内大会個人成績 | 国内大会個人成績 | 国内大会個人成績 | 国内大会個人成績 | 国内大会個人成績 | 国内大会個人成績 | 国内大会個人成績 | 国内大会個人成績 |
| 年度             | クラブ           | 背番号           | リーグ           | リーグ戦         | リーグ戦         | リーグ杯         | リーグ杯         | オープン杯       | オープン杯       | 期間通算         | 期間通算         |
| 年度             | クラブ           | 背番号           | リーグ           | 出場             | 得点             | 出場             | 得点             | 出場             | 得点             | 出場             | 得点             |
| 日本             | 日本             | 日本             | 日本             | リーグ戦         | リーグ戦         | リーグ杯         | リーグ杯         | 皇后杯           | 皇后杯           | 期間通算         | 期間通算         |
| ---------------- | ---------------- | ---------------- | ---------------- | ---------------- | ---------------- | ---------------- | ---------------- | ---------------- | ---------------- | ---------------- | ---------------- |
| 2003             | 大原学園         |                  | L                |                  |                  | -                | -                |                  |                  |                  |                  |
| 2004             | 大原学園         | 3                | L1               |                  |                  | -                | -                |                  |                  |                  |                  |
| 通算             | 日本             | 日本             | L                |                  |                  | -                | -                |                  |                  |                  |                  |
| 通算             | 日本             | 日本             | L1               |                  |                  | -                | -                |                  |                  |                  |                  |
| 総通算           |                  |                  |                  |                  |                  |                  |                  |                  |                  |                  |                  |